# Bayram Bektaş
Bayram Kadir Bektaş (* 10. Februar 1974 in Trabzon) ist ein ehemaliger türkischer Fußballspieler und -trainer.

## Spielerkarriere
Bektaş wuchs in Frankreich auf und besuchte hier die Nachwuchsabteilung vom AJ Auxerre. 1994 wurde er beim türkischen Drittligisten Bilecikspor als Amateurspieler in den Kader aufgenommen. Hier schaffte er es schnell zum Stammspieler und avancierte zu einem der Shootingstars der Liga.
Seine Leistungen bei Bilecikspor führten dazu, dass ihn im Sommer 1995 der Istanbuler Zweitligist Sarıyer SK verpflichtete. Auch bei diesem Verein schaffte er es schnell in die Stammformation und stieg mit diesem als Vizemeister der Zweitligasaison 1995/96 in die 1. Lig auf. Bektaş behielt auch in der höchsten türkischen Spielklasse seinen Stammplatz. Nachdem sein Verein bereits nach einer Saison wieder aus der Liga abgestiegen war, wechselte Bektaş zum Erstligisten Antalyaspor. Für diesen Klub spielte er eine Spielzeit lang als Stammspieler und startete hier auch in neue Saison.
Im November 1998 wechselte er dann während der laufenden Saison von Antalyaspor zum Ligarivalen Altay Izmir. Bei diesem Verein steigerte er seine Leistungen weiter. So startete er in die Saison 1999/2000 mit drei Toren in acht Ligaspielen. Durch diese Leistungen fiel er den Verantwortlichen von Beşiktaş Istanbul auf und wurde von denen im November 1999 verpflichtet. Bei den Istanbulern wurde er vom Cheftrainer Hans-Peter Briegel in den meisten verbleibenden Ligaspielen eingesetzt. Sein Klub lieferte sich mit dem Erzrivalen Galatasaray Istanbul lange Zeit ein Kopf-an-Kopf-Rennen um die türkische Meisterschaft und beendete die Saison 1999/2000 hinter diesem als Vizemeister. Nachdem Bektaş in der Saison 2001/02 unter Briegels Nachfolger Nevio Scala erst seinen Stammplatz verloren hatte eroberte er sich diesen in der Rückrunde zurück. Nachdem Scala im März 2001 durch Christoph Daum ersetzt wurde festigte Bektaş seine Stellung innerhalb der Mannschaft weiter. Mit Daum blieb der Verein in den Spielzeiten 2000/01 und 2001/02 in der Meisterschaft zwar chancenlos, jedoch wurde in der Spielzeit 2001/02 das Finale des Türkischen Fußballpokals erreicht. Im Finale unterlag Bektaş' Mannschaft überraschend mit 0:4 Kocaelispor und verpasste den Titelgewinn. Im Sommer 2002 ersetzte Beşiktaş Daum durch Mircea Lucescu. Unter diesem Trainer verlor Bektaş seinen Stammplatz und absolvierte über die gesamte Saison sechs Pflichtspiele und nur eines davon über 90 Minuten. Als Teil der Mannschaft wurde er mit dieser Türkischer Meister. Zusätzlich kam seine Mannschaft in dieser Saison bis ins Viertelfinale des UEFA-Pokals und erreichte damit die beste Vereinsplatzierung in den europäischen Pokalwettbewerben.
Im Sommer 2003 verließ Bektaş Beşiktaş und wechselte zum Ligarivalen Trabzonspor, dem erfolgreichsten Verein seiner Geburtsstadt Trabzon. Nachdem er hier bis zur nächsten Winterpause vom Cheftrainer Samet Aybaba in keiner einzigen Pflichtspielpartie eingesetzt worden war, wechselte Bektaş zur Rückrunde zum Ligakonkurrenten Konyaspor.
Für Konyaspor spielte Bektaş nur bis zum Saisonende und zog anschließend innerhalb der Liga zu Kocaelispor weiter. Hier absolvierte er über die gesamte Saison lediglich sechs Ligaeinsätze und beendete anschließend im Sommer 2005 seine Spielerlaufbahn.

## Trainerkarriere
Bektaş begann ab 2007 beim türkischen Erstligisten Sivasspor als leitender Manager zu arbeiten. In dieser Funktion bildete er mit dem Cheftrainer Bülent Uygun ein erfolgreiches Gespann, welches dem Verein in zwei Spielzeiten lange Zeit um die Türkische Meisterschaft mitspielen ließ und in der Saison 2008/09 die Vizemeisterschaft holte.
Ab dem Sommer 2010 begann er als Uyguns Co-Trainer zu assistierte diesem bei und folgte diesem in dessen Trainerstationen Bucaspor und Eskişehirspor. Nachdem Uygun im Sommer 2011 bei Letzterem aufgrund des Spielmanipulationsskandals im türkischen Fußball festgenommen wurde und seine Tätigkeit nicht fortsetzen konnte, wurde er durch Michael Skibbe ersetzt. Bektaş assistierte Skibbe bis in den November 2011. Nachdem Uygun aus der Haft entlassen worden war, arbeitete Bektaş mit Uygun bei dessen nachfolgenden Trainerstationen zusammen.
Im April 2015 übernahm er bei Elazığspor den Posten des Cheftrainers. Da Bektaş zu diesem Zeitpunkt nicht die notwendige Trainerlizenz besaß, arbeitete er in der Rückrunde der Saison 2014/15 inoffiziell als Cheftrainer, während als offizieller Cheftrainer dem Verband Faruk Korkmaz angegeben wurde. Mit der Saison 2015/16 arbeitete er auch als offizieller Cheftrainer, da er in der Zwischenzeit die notwendige Lizenz erworben hatte. In diese Saison gelang Bektaş Mannschaft ein erfolgreicher Start. Nachdem der Klub Tabellenplatz im oberen Tabellendrittel belegt hatte, übernahm sie nach dem 1:0-Heimsieg über Adana Demirspor vom 8. Spieltag die Tabellenführung. Anschließend konnte die Mannschaft aus drei Spielen nur ein Punkt holen. Dies führte dazu, dass einige Fans Bektaş' Rücktritt forderten. Am 12. November 2015 wurde nach gegenseitigem Einvernehmen die Vertragsauflösung zwischen Bektaş und dem Verein bekannt gegeben.
Anfang Dezember 2015 wurde er beim Zweitligisten Gaziantep Büyükşehir Belediyespor als neuer Cheftrainer eingestellt.
Im November 2016 übernahm er ein weiteres Mal den Zweitligisten Elazığspor. Mit diesem Verein erreichte er trotz eines Sechs-Punkteabzugs und begrenzter finanzieller frühzeitig den Klassenerhalt. Am Saisonende verließ er diesen Verein und übernahm Istanbuler Ligarivalen Ümraniyespor. Im Sommer 2019 übernahm er den Erstligisten Göztepe Izmir und trainierte diesen bis zu seiner Entlassung im Dezember 2019. Anschließend trainierte er den Ligarivalen MKE Ankaragücü und wurde hier nach 25 Tagen entlassen.

## Erfolge
Mit Sarıyer SK
- Vizemeister der TFF 1. Lig und Aufstieg in die Süper Lig: 1995/96

Mit Beşiktaş Istanbul
- Türkischer Meister: 2002/03
- Türkischer Vizemeister: 1999/2000
- Türkischer Pokalfinalist: 2001/02
- Viertelfinalist des UEFA-Pokals: 2002/03